# Scoglio Bagnole
Lo scoglio Bagnole o scoglio dei Bagnuoli (in croato Banjol), detto anche isola o scoglio dei Piloti, è uno scoglio disabitato della Croazia, situato lungo la costa occidentale dell'Istria, a sud del canale di Leme.
Amministrativamente appartiene alla città di Rovigno, nella regione istriana.

## Geografia
Lo scoglio Bagnole si trova a ovest del porto di Rovigno (luka Rovinj) e dell'isola di Santa Caterina, e a sudovest di punta Sant'Eufemia (rt Sv. Eufemija). Nel punto più ravvicinato dista 1,24 km dalla terraferma.
Bagnole è uno scoglio dalla forma ovale irregolare che misura 95 m di lunghezza e 75 m di larghezza massima. Ha una superficie di 0,0068 km² e uno sviluppo costiero di 0,3 km. Al centro, raggiunge un'elevazione massima di 14,2 m s.l.m.

### Isole adiacenti
- Santa Caterina (Sveta Katarina), isolotto situato poco più di 1,1 km a est di Bagnole.

### Cartografia
- (HR) Mappa topografica della Croazia 1:25000, su preglednik.arkod.hr.